# Camponotus ursus
Camponotus ursus é uma espécie de inseto do gênero Camponotus, pertencente à família Formicidae.